# Lee Dixon
Lee Michael Dixon, född den 17 mars 1964 i Manchester, England, är en före detta professionell fotbollsspelare som spelade 458 ligamatcher för Arsenal FC under mellan 1988 och 2002. 
Dixon vann fyra ligatitlar med Arsenal; 1989, 1991, 1998 samt 2002. Han var även med om att vinna FA-cupen tre gånger, och den Europeiska Cupvinnarcupen 1994. Han spelade 22 landskamper för det engelska landslaget, men fick inte medverka i ett mästerskap.